# Silvesterklaus

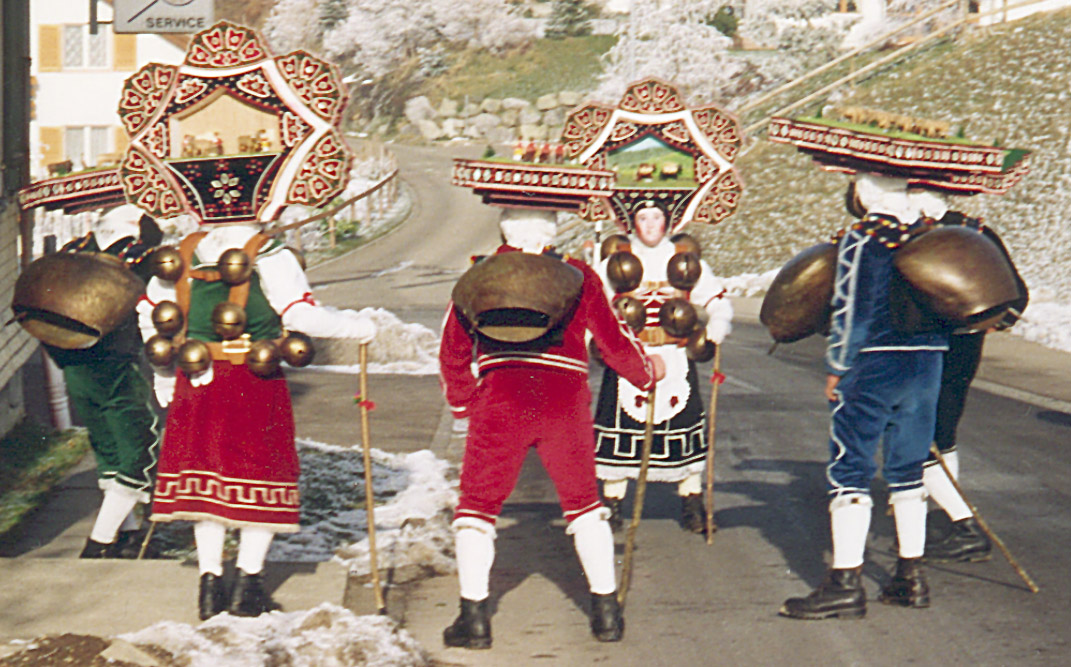
«Schöne» Silvesterkläuse in Schwellbrunn

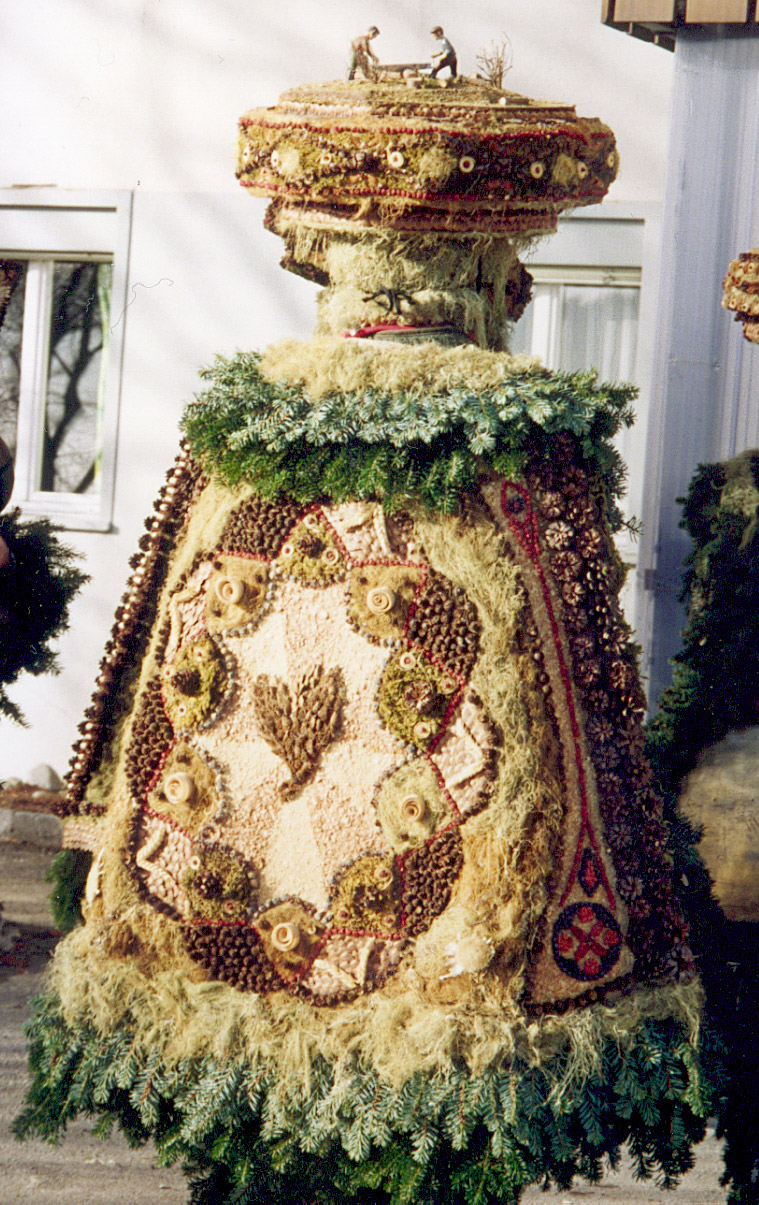
«Schö-wüeschte» Silvesterklaus in Schwellbrunn

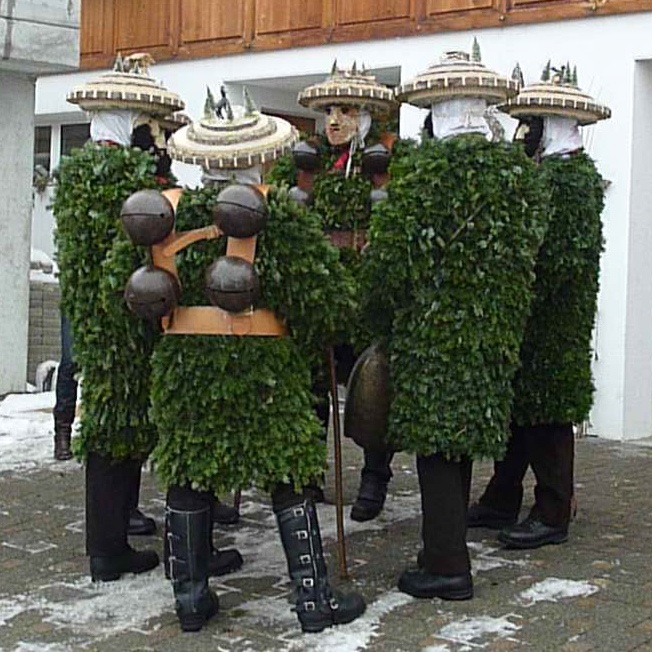
Silvesterkläuse am Alten Silvester, 13. Januar 2010, in Urnäsch

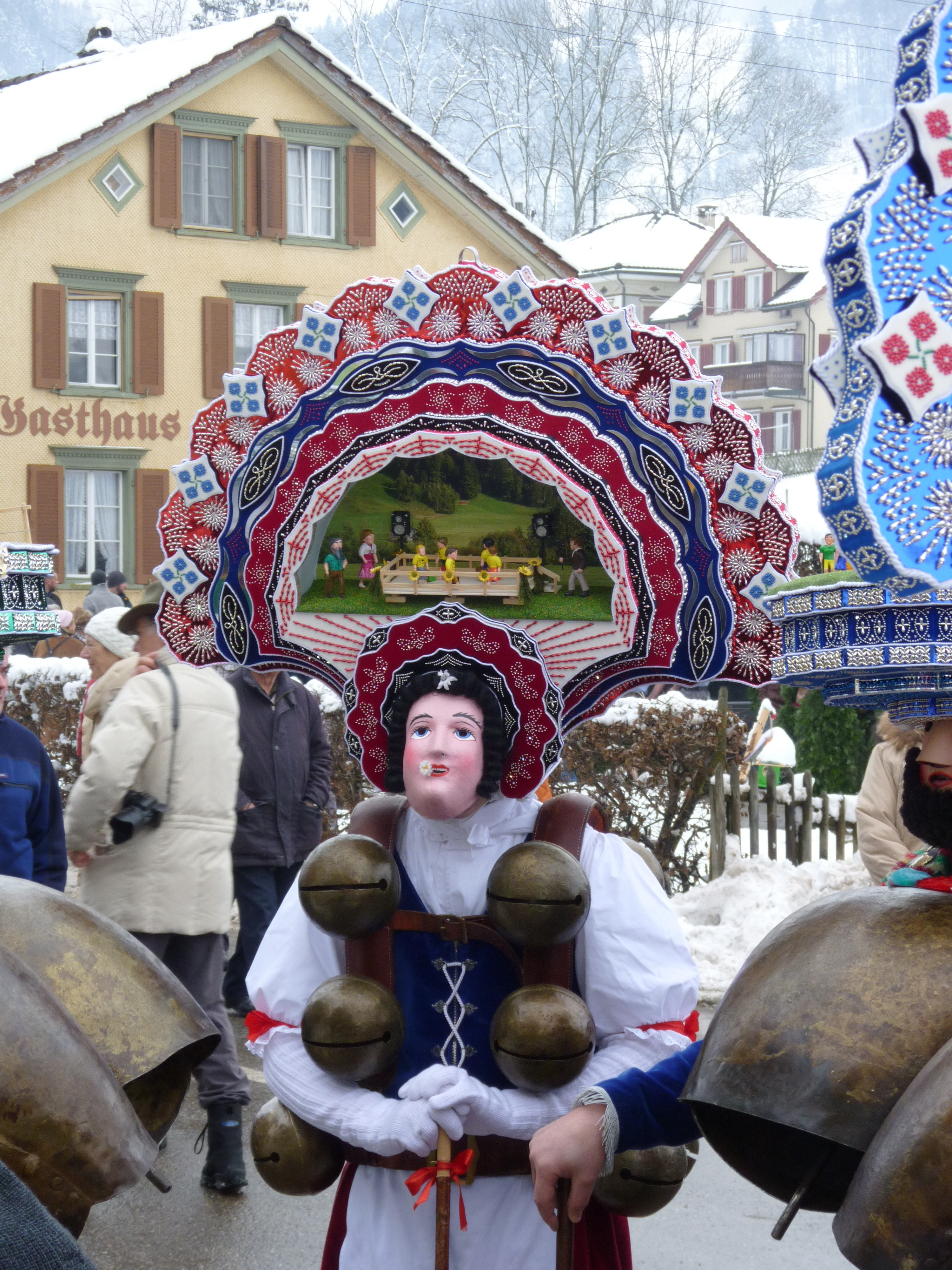
«Schöne» Silvesterkläuse am Alten Silvester in Urnäsch

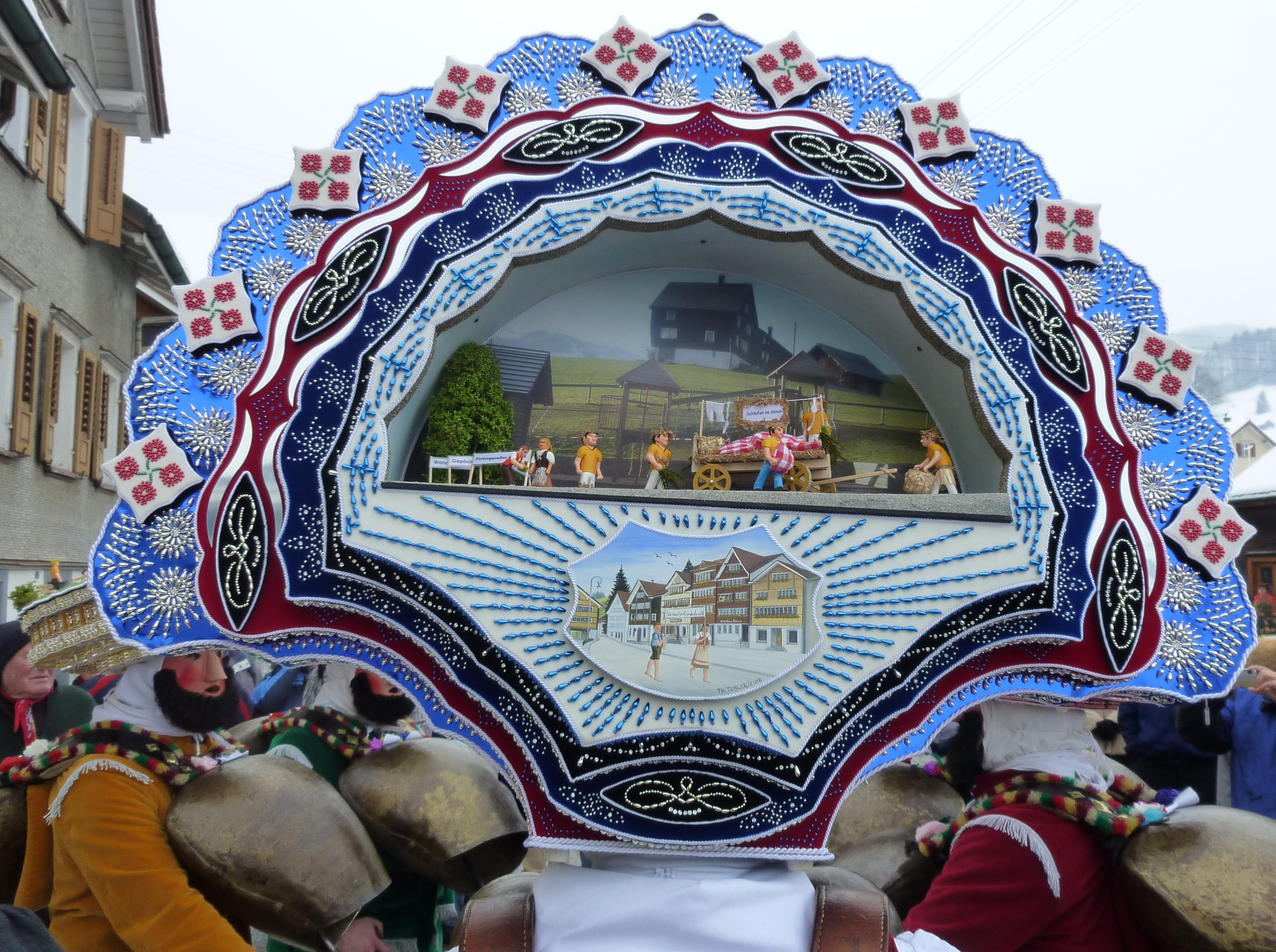
Rückseite der Kopfbedeckung eines «schönen» Silvesterklauses am Alten Silvester in Urnäsch

Ein Silvesterklaus (Schweizerdeutsch: Silvesterchlaus) ist eine Person, die maskiert den Brauch des Silvesterklausens pflegt. Im Schweizer Kanton Appenzell Ausserrhoden wird auf diese Art die Jahreswende gefeiert.

## Zeitpunkt
Die Jahreswende wird in gewissen Gemeinden des Kantons Appenzell Ausserrhoden zweimal gefeiert, einmal nach dem gregorianischen Kalender am 31. Dezember und einmal nach dem julianischen Kalender am 13. Januar (Alter Silvester). An diesen Tagen ziehen die Silvesterkläuse mit ihren Schellen in Schuppeln (kleine Gruppen) «zauernd» (einen Naturjodel singend) von Haus zu Haus, um ein gutes Jahr zu wünschen. Falls der 31. Dezember oder der 13. Januar auf einen Sonntag fällt, so wird am Vortag gefeiert.

## Geschichte
Schriftlich wird das Chlausen 1663 erstmals erwähnt: Die kirchliche Behörde wehrte sich gegen das laute Herumlaufen in der Nacht. Im Kanton Appenzell Innerrhoden wurde das Chlausen laut dem Mandantenbuch von 1776 bis 1808 mit fünf Talern Busse bestraft. Dies führte dazu, dass der Brauch nur im Hinterland des Kantons Appenzell Ausserrhoden erhalten blieb. Dennoch wurde das Chlausen auch in Innerrhoden bis um das Jahr 1900 in kleinem Rahmen mehr oder weniger «versteckt» oder von der jeweiligen Bezirksobrigkeit «stillschweigend toleriert» gepflegt.
Dies geschah zu jener Zeit vor allem in den grenznahen Gebieten zu Appenzell Ausserrhoden, beispielsweise in Haslen, das von drei Seiten von den Ausserrhoder Gemeinden Hundwil, Stein, Teufen und Bühler umringt ist oder in Gonten im Grenzgebiet zu Urnäsch und Hundwil. Auch waren früher teilweise Einzel-Chläuse unterwegs. Kantonal, sowie konfessionell gemischte «Schuppel» mit Chläusen aus Ausserrhoden und Innerrhoden gab es seit jeher und die Kantons-/ bzw. die Religionszugehörigkeit spielen heute keine ernsthafte Rolle mehr. Vielmehr werden diese Umstände als Grundlage für gegenseitige kleine Sticheleien gebraucht, welche jedoch ohne ideologischen Hintergrund funktionieren.
Heute wird davon ausgegangen, dass das Chlausen keinen heidnischen Ursprung hat, sondern auf einen spätmittelalterlichen Brauch von Klosterschülern in Nordfrankreich zurückgeht. Im 15. Jahrhundert soll das adventliche Treiben immer wilder und fasnächtlicher geworden sein, was der Kirche nicht passte. Möglicherweise wurde das Chlausen deshalb von der Adventszeit auf den Silvester verlegt.

## Form
Aufgrund ihres äusseren Erscheinungsbildes werden drei verschiedene Typen von Silvesterchläusen unterschieden; die Schöne (Schönen), die Schö-Wüeschte (Schön-Hässlichen) und die Wüeschte (Hässlichen).
- Die Schöne haben kunstvoll und reich verzierte Kopfbedeckungen, sogenannte Hauben,[3] mit Szenen aus dem bäuerlichen Alltag, dem heimischen Brauchtum, dem Handwerk, spezielle Bauten, Sport, oder dem Familienleben, die in Handarbeit in hunderten von Freizeitstunden angefertigt werden. Sie tragen einer Tracht ähnliche Kleidung.
- Die Schö-Wüeschte haben eine Kostümierung aus Tannenreisig, Moos und anderen Naturmaterialien und Kopfbedeckungen, die eine ähnliche Form derer der Schöne gleicht, aber mit Naturmaterialien verziert ist. Diese Zwischenform gibt es erst seit den 1960er-Jahren.[4]
- Die Wüeschte tragen ein Kostüm aus den gleichen Materialien wie die Schö-Wüeschte, jedoch sind diese Kostüme viel grober und wuchtiger in ihrem Aussehen. Wüeschte tragen eine Larve mit wildem Erscheinungsbild, als Kopfbedeckung Tannenreisig, Buchenlaub, Stechlaub oder andere Naturmaterialien.

Bei allen Silvesterchläusen sind die Gesichter hinter einer Larve (Maske) verborgen, die entweder lieblich und puppengesichtig (Schöne), fein mit Naturmaterialien beklebt (Schö-Wüescht), oder furchterregend aussehen (Wüeschte). Der Nachwuchs, die Goofe-Schuppel, sind in der Regel ohne Larve unterwegs.
Als «vierte Variante» existieren noch die «Spasschläuse». Es handelt sich dabei um eine etwas freiere Form des Chlausens. Sie sind meist einfacher gewandet und stellen Berufsleute dar (beispielsweise Bauern, Waldarbeiter oder Köche). Auch tragen sie keine Hauben, sondern nur Larven, Kopftücher, Hüte oder schwarze Zipfelmützen. Dabei handelt es sich um ehemalige Silvesterchläuse oder traditionsverbundene Sänger und Jodler, die dieses Brauchtum in reduziertem Umfang auf diese Art weiterpflegen wollen, ohne jedoch den grossen Zeitaufwand für die Herstellung von sehr detailgetreuen «Groscht und Hauben» in Art und Weise der Schöne Chläus investieren zu müssen.
In den letzten Jahren hat sich das Spass-Chlausen am eigentlichen Silvester, bzw. alten Silvester verbreitet, sofern dieser an einem Sonntag stattfindet und das «reguläre» Chlausen mit den eigentlichen Groscht am Samstag davor stattfand. Diese Spasschläuse tauchen meist erst ab Mittag auf, da sich die Protagonisten von den körperlichen Strapazen des Vortages etwas erholen müssen. Dieses Spasschlausen dauert dann auch wieder bis zum offiziellen Jahreswechsel, egal ob nach gregorianischem oder julianischem Kalender.
Alle Masken der Schönen stellen Manne- (Männer) und Wiibervölcher (Frauen) dar, wegen der schweren Kostüme und Schellen, die zusammen zwischen 20 und 30 Kilogramm schwer sein können, stecken Männer, ausnahmsweise auch einzelne Frauen hinter den Masken.
Ein Schuppel besteht normalerweise aus fünf bis acht, ausnahmsweise bis zu einem Dutzend Silvesterchläusen: Zwei bis drei tragen Frauenkleidung und tragen mehrere Rollen (kugelförmige geschmiedete Schellen mit Schlitz und frei rollender Kugel im Hohlraum) und werden Rollewiiber oder Rolli genannt. Der Silvesterklaus, der den Schuppel anführt, wird Vorrolli genannt und hat eine weisse Blume im Mund, der Nachrolli heisst Noerolli, er hat eine blaue Blume im Mund. Diejenigen Silvesterkläuse, die eine oder zwei Schellen auf Brust und Rücken tragen, werden Mannevölcher, Schelli oder Schellenchlaus genannt. Das ganze Kostüm heisst Groscht. Die Strecke, die jeder Schuppel im Voraus plant, wird Schtrech genannt.

### Choreografie
Alle Schuppel halten streng die Choreografie ein, auch die Goofen-Schuppel: Im Normalfall werden einige Zäuerli, unterbrochen von Geläut, zum Besten gegeben. Das Geläut wird eingeleitet von den Rolli, die sich bewegen, drehen und leichte Hüpfbewegungen machen, danach bewegen sich die Schellen und enden einzeln, bis die letzte Schelle einzeln ausläutet. In derselben Reihenfolge verlassen die Schuppel auch die besuchten Hausbewohner, also ebenfalls einzeln, jedoch immer im Eilschritt. Typischerweise sind die Chläuse eines Schuppels darum zwischen den Hausbesuchen mit Abstand hintereinander unterwegs.

## Verbreitung
Im gesamten Appenzeller Hinterland, das heisst in den Gemeinden Urnäsch, Schwellbrunn, Schönengrund, Herisau, Waldstatt, Hundwil und Stein sowie in den Mittelländer Gemeinden Teufen und Bühler, wird das Silvesterchlausen gepflegt. Vereinzelte Schuppel finden sich in den Gemeinden Speicher und Gais sowie
im toggenburgerischen Bächli-Hemberg und dem st.gallischen Dorfteil Wald, das zu Schönengrund gehört.  Ab 2022 wurde in New Glarus, Wisconsin, ein Schuppel gegründet, der jeden Januar auftritt.

## Silvesterklausen auf Briefmarken
Die PTT gaben 1977 eine Dauermarke der Serie Volksbräuche zu 20 Rappen heraus. Motiv: Silvesterkläuse Herisau.

## Ausstellung
- Silvesterkläuse – Glöckler – Klausjäger. Spektakulärer Kopfschmuck im Volksbrauch. Ausstellung der Ernst Hohl-Kulturstiftung vom 23. Oktober 2015 bis 19. März 2016 im Haus Appenzell Zürich.[10]